# Rodolfo Corominas Segura
Rodolfo Corominas Segura (Montevideo, 28 de octubre de 1891 - Mendoza, 2 de junio de 1967) fue un político argentino, miembro del Partido Demócrata y gobernador de la provincia de Mendoza (1938-1941).

## Infancia, formación e inicios
Siendo muy niño llegó a Mendoza y realizó sus estudios primarios y secundarios. Luego viajó a Buenos Aires, donde se doctoró en Jurisprudencia y Ciencias Sociales.
Con su flamante título regresó a Mendoza y se radicó en ella. Su ingreso al mundo político se dio cuando asumió como concejal por la Capital en 1924. Posteriormente siguió militando en el Partido Demócrata Nacional y ocupó la banca de diputado nacional entre 1932 y 1937. Corominas Segura fue el tercer gobernador del Partido Demócrata Nacional en Mendoza. Ocupó el cargo desde el 18 de febrero de 1938, acompañado por Armando Guevara Civit como vicegobernador. Dentro de su gabinete se encontraban Adolfo Vicchi como ministro de Gobierno; Edmundo Correas, en Hacienda; José María Alurralde, en Industria y Obras Públicas, y Luciano Peltier, en Finanzas.

## Gobernador de Mendoza
Durante su gestión, Corominas Segura apostó al robustecimiento de la economía de Mendoza, especialmente en la producción de petróleo. En 1940 la provincia firmó un convenio con YPF para asegurar mejores regalías con la Nación. También se otorgaron préstamos, a través del Banco de Mendoza, para promover nuevas industrias. En este período tuvo lugar la inauguración del hotel de Villavicencio y se hicieron trabajos de remodelación en el Cerro de la Gloria y el Zoológico.
En educación, uno de sus mayores logros fue la creación de la Universidad Nacional de Cuyo y las escuelas regionales técnicas. Mientras tanto, en Salud, se licitó la construcción del Hospital Central y el 11 de febrero de 1941, el gobernador colocó la piedra fundamental para iniciar su construcción.[cita requerida]
En el ámbito laboral, se tomaron medidas para mejorar el salario y las vacaciones. Entre otros temas comenzó a funcionar el Departamento Provincial del Trabajo
El 18 de febrero de 1941 finalizó su periodo gubernativo. Luego de ser gobernador presidió la Corporación de Transportes de la Ciudad de Buenos Aires hasta 1943.La gobernación de Corominas se caracterizó por una difícil situación financiera, la repercusión de la crisis mundial y la decadencia de la vitivinicultura. La vitivinicultura pasó por una difícil situación por exceso de producción y consumo estancado.  En 1940 la provincia entró en cesación de pagos y repudió las deudas contraídas por el tesoro provincial, con lo que de hecho se declaró en bancarrota, de la cual solamente saldría varios años más tarde en 1947.

## Vida posterior
Formó parte de un grupo de civiles que colaboraron con el gobierno provisional surgido de la Revolución Libertadora que integraron la Junta Consultiva Nacional. Integró tal junta por el Partido Demócrata junto a José Aguirre Cámara, Adolfo Mugica y Reynaldo Pastor. 
Si en la esfera de la vida provincial llegó al desempeño en el cargo de primer mandatario de Mendoz. El 25 de septiembre de 1956, los delegados latinoamericanos lo designaron ante el Banco Mundial y Fondo Monetario Internacional, quienes lo  eligieron en Washington, Estados Unidos, como uno de sus directores ejecutivos en representación de la Argentina y de otras repúblicas del continente. Durante su función, realizó importantes gestiones, no solamente para los países latinoamericanos, sino también para la Argentina y Mendoza.
Luego de dos años de integrar el staff ejecutivo, se retiró definitivamente en 1958, aunque después sirvió como asesor y miembro de consulta. Así, Rodolfo Corominas Segura quedó en la historia como el primer argentino y mendocino por adopción quien formó parte del Fondo Monetario Internacional.